# Skrzydlów (gromada)
Skrzydlów – dawna gromada, czyli najmniejsza jednostka podziału terytorialnego Polskiej Rzeczypospolitej Ludowej w latach 1954–1972.
Gromady, z gromadzkimi radami narodowymi (GRN) jako organami władzy najniższego stopnia na wsi, funkcjonowały od reformy reorganizującej administrację wiejską przeprowadzonej jesienią 1954 do momentu ich zniesienia z dniem 1 stycznia 1973, tym samym wypierając organizację gminną w latach 1954–1972.
Gromadę Skrzydlów siedzibą GRN w Skrzydlowie utworzono – jako jedną z 8759 gromad na obszarze Polski – w powiecie radomszczańskim w woj. łódzkim, na mocy uchwały nr 36/54 WRN w Łodzi z dnia 4 października 1954. W skład jednostki weszły obszary dotychczasowych gromad Skrzydlów, Rzeki Małe i Rzeki Wielkie ze zniesionej gminy Kłomnice w tymże powiecie. Dla gromady ustalono 17 członków gromadzkiej rady narodowej.
Gromadę zniesiono 31 grudnia 1961, a jej obszar włączono do gromad Garnek (osadę fabryczną Rzeki, wieś Rzeki Małe oraz wieś, kolonię i parcelę Rzeki Wielkie) i Rzerzęczyce (osadę leśną Kopce, wieś i parcelę Skrzydlów, wieś Trząska-Zawodzie oraz wieś Zamłynie).